# Peter Gordeno
Peter Dean Gordeno (Kensington, Londres, Inglaterra, 20 de febrero de 1964) es un teclista inglés conocido por haber participado desde 1998 con el grupo de música electrónica Depeche Mode en conciertos.
Su padre, nacido en Birmania, llamado también Peter Gordeno, fue un conocido coreógrafo inglés que incluso participó como actor en una teleserie de ciencia ficción y quien falleció en 2008.

## Trayectoria conDepeche Mode
Gordeno colaboró por primera vez con Depeche Mode en 1998 cuando realizaron la gira The Singles Tour con motivo de su compilación The Singles 86>98 de ese año, para junto con el baterista Christian Eigner suplir la ausencia del teclista Alan Wilder.
En 2001 Gordeno y Eigner fueron nuevamente convocados para trabajar con Depeche Mode en la gira Exciter Tour del álbum Exciter de ese mismo año, en donde Gordeno tocó el teclado y apoyó vocalmente al grupo. Además, para 2003, Gordeno acompañó a Martin Gore durante la breve gira de su segundo álbum solista, Counterfeit².
Para 2005-06, Gordeno y Eigner participaron con Depeche Mode en la gira Touring the Angel del álbum Playing the Angel de 2005, en la que de nuevo tocó el teclado e incluso ocasionalmente hizo de bajista y guitarrista. En 2009-10 colaboró de nuevo con Depeche Mode en la gira de apoyo Tour of the Universe del álbum Sounds of the Universe de 2009. Durante 2013-14 participó otra vez con DM en toda la gira Delta Machine Tour del álbum Delta Machine.
Aunque la colaboración de Peter Gordeno con Depeche Mode se ha limitado casi exclusivamente a los conciertos, su participación es tan importante que junto con Martin Gore es el único que aparece en el escenario durante todas las canciones.
Para 2017, Gordeno coescribió con el vocalista Dave Gahan y con Christian Eigner el sencillo "Cover Me" y el tema "Poison Heart" del álbum Spirit de DM, para el que participó nuevamente en la respectiva gira promocional Global Spirit Tour, lo cual representó su primera colaboración compositiva en el grupo, y el primero de los cuales fue incluso tercer disco sencillo del álbum. Para 2023, apareció nuevamente como coescritor, con Gahan y Eigner, del sencillo "Before We Drown" del álbum Memento Mori de Depeche Mode, y se embarcó de nuevo con ellos en la correspondiente gira Memento Mori World Tour.
A diferencia de Alan Wilder, quien prefería ejecutar en notación grave, Gordeno maneja una notación mucho más suave de teclado, de hecho domina por completo la modalidad de piano, en sus propias palabras se le facilita tocar las canciones en ese modo, consiguiendo así una sonoridad muy particular para muchos temas de DM en conciertos, tocando la parte que antiguamente hacía Wilder y en los temas posteriores la parte de teclados que Martin Gore graba en el estudio, lo cual ha llevado a Gore a regodearse interpretando en modo piano numerosos temas del repertorio más antiguo del grupo como "Leave in Silence", "Shake the Disease", "A Question of Lust", "It Doesn't Matter Two", "Dressed in Black", "I Want You Now", "Blue Dress", "Clean" e incluso "Strangelove", los posteriores a Wilder como "Home", "Sister of Night", "The Bottom Line", "Insight", el lado B "Surrender" y hasta los tardíos como "Freelove" y "Little Soul". Sin embargo, Gordeno también tiene un completo control de las notaciones más sintéticas y, debido a las partes de teclado que corresponden, temas como "Stripped", "A Question of Lust", "A Question of Time", "Policy of Truth", "Personal Jesus" y "Walking in My Shoes", los interpreta con el resto del grupo esencialmente idénticos a como lo haría Wilder.
Peter Gordeno aparece en los álbumes en directo de Depeche Mode One Night in Paris de 2002, Touring the Angel: Live in Milan de 2006, Tour of the Universe: Barcelona 20/21.11.09 de 2010, Live in Berlin de 2014 y Live Spirits de 2020.